# Platyptilia bowkeri
Platyptilia bowkeri – gatunek motyli z rodziny piórolotkowatych.
Gatunek ten opisany został w 2011 roku przez Wasilija Kowtunowicza i Pietra Ustjużanina. Epitet gatunkowy nadano na cześć przyrodnika Jamesa Henry’ego Bowkera.
Motyl ten ma cienkie, brązowe czułki i jasnoszare, dwukrotnie dłuższe od oka głaszczki wargowe. Osiągające od 17 do 22 mm rozpiętości, popielatoszare przednie skrzydła cechuje brak trójkąta kostalnego. Pierwsze piórko przedniego skrzydła ma ciemny znak przy brzegu kostalnym i położony za nim biały znak w części wierzchołkowej. Tylne skrzydła są jednolicie popielatoszare. Aparat kopulacyjny samca cechuje zwężony ku szczytowi unkus, wystająca zewnętrzna krawędź sakusa, głęboko i wąsko wcięta jego krawędź wewnętrzna oraz łukowaty edeagus. Genitalia samicy charakteryzują się słabo zesklerotyzowanym, krótkim, kielichowatym przedsionkiem oraz zaokrągloną torebką kopulacyjną z dwoma znamionami.
Owad afrotropikalny, znany tylko z Lesotho. Spotykany na wysokościach od 2200 do 3000 m n.p.m. Aktywny nocą.